# Totenkopf

El cráneo y las tibias cruzadas es el tradicional pictograma para veneno.

El Totenkopf (en alemán, literalmente, 'cabeza de muerto', calavera) es una palabra alemana para referirse al símbolo de calavera y huesos cruzados. En el contexto del español esto se refiere más al símbolo utilizado por distintos cuerpos tanto militares como paramilitares de la historia de Alemania, otras partes de Europa y algunos otros países que a un contexto de peligro, muerte o enfermedad.

## Origen y significado
El cráneo y las tibias tienen un significado internacional asociado al peligro de muerte o a la enfermedad. El origen de este símbolo en su uso militar no está del todo claro, se puede encontrar en los "letreros" hechos con huesos y cráneos, ya sea de animales o personas, que encontraban los romanos en Germania al igual que banderas de algunas tribus germánicas de principios de la Edad Media[cita requerida]. La explicación que se da generalmente es variada, una de las más populares es que el guerrero germano en el combate se encontraba en una situación de vis-a-vis con la muerte.[cita requerida]

## Historia

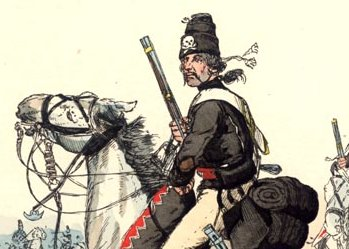
Húsar del Regimiento de Húsares n.º 5 (von Ruesch) en 1744 con el Totenkopf en el mirlitón.

### SigloXVIIIalsigloXX
Desde el siglo XVIII al siglo XX, el escudo aparece con el diseño con que generalmente se conoce en la actualidad. Se cree que la insignia correspondió a una unidad de élite de húsares prusianos acuartelada en las ciudades de Danzig y Brunswick.
Uno de los primeros regimientos fueron los Husares de Federico II el Grande en 1741, también conocidos como los "Totenkopfhusaren". A partir de esta tradición, la calavera se convirtió en un emblema importante en el ejército alemán.
Con la Primera Guerra Mundial, la mayoría de unidades de caballería abandonaron sus caballos como consecuencia de la mecanización, pero eso no hizo que perdiesen sus tradiciones, convirtiéndose así en la insignia de las tropas mecanizadas así como de algunos pilotos de caza de la República de Weimar.
Con el resurgir posterior a las sanciones impuestas a Alemania tras la Primera Guerra Mundial, se crearían las Wehrmacht. Sus tropas mecanizadas y las últimas tropas de caballería convertidas en tropas blindadas adoptarán dicha insignia como exclusiva de los combatientes de las distintas tripulaciones de tanques, semiorugas de combate, vehículos blindados, vehículos blindados de reconocimiento. Fue usado por lo tanto durante toda la Segunda Guerra Mundial como un collar de etiquetas con hilo de plata en los uniformes de negro de los buques y las tripulaciones de blindados del ejército. 
Sin embargo el Totentkopf aun no existía como el símbolo que se le conoce al símbolo hoy en día. El símbolo más popular y asociado al Tercer Reich fue adoptado por la Schutzstaffel en 1934, el cual pronto se convertiría junto a otros símbolos, en una de las insignias de la organización en particular una vez que el Partido Nacionalsocialista ascendió al poder en Alemania. 

Fue utilizado por la 3.ª División SS Totenkopf de las SS.

Insignia de la 3.ª Panzerdivision SS Totenkopf. Siendo quizá la versión más reconocida de la historia del Totenkopf.

### Después de la Segunda Guerra Mundial
Debido al uso notorio por las SS, el Totenkopf más reconocido y usado es el adoptado por las SS en 1934. Este fue prohibido junto a otros símbolos relacionados con el nazismo. Sin embargo a menudo se encuentra junto a otros símbolos relacionado al Tercer Reich, en particular por motivos educacionales o entre los partidarios de organizaciones neonazis o ultraderechistas. Siendo prohibido o polémico su uso civil, militar o político en Alemania aun tratándose de un antiguo Totenkopf prusiano.
En 2023, la Liga Antidifamación se pronunció sobre el uso del Totenkopf: es "imposible hacer inferencias sobre quienes ostenten el símbolo."
En países alguna vez ocupados por el Tercer Reich durante la Segunda Guerra Mundial solo está prohibida la versión de las SS de 1934. En general en muchos países el propio nombre Totenkopf, ya sea refiriéndose al usado por el militarismo de Prusia o por las SS del Tercer Reich, sigue siendo polémico debido la relación y sucesos con el nazismo dichos anteriormente.

## Otros países
El Totenkopf no fue solo utilizado por Alemania sino en otros países influenciados por el militarismo prusiano como en Chile, Francia o Argentina. Muchas unidades militares y paramilitares actualmente utilizan alguna variante del Totenkopf como la 3.ª División de Infantería de Corea del Sur o el Batallón Azov en Ucrania.

## Galería

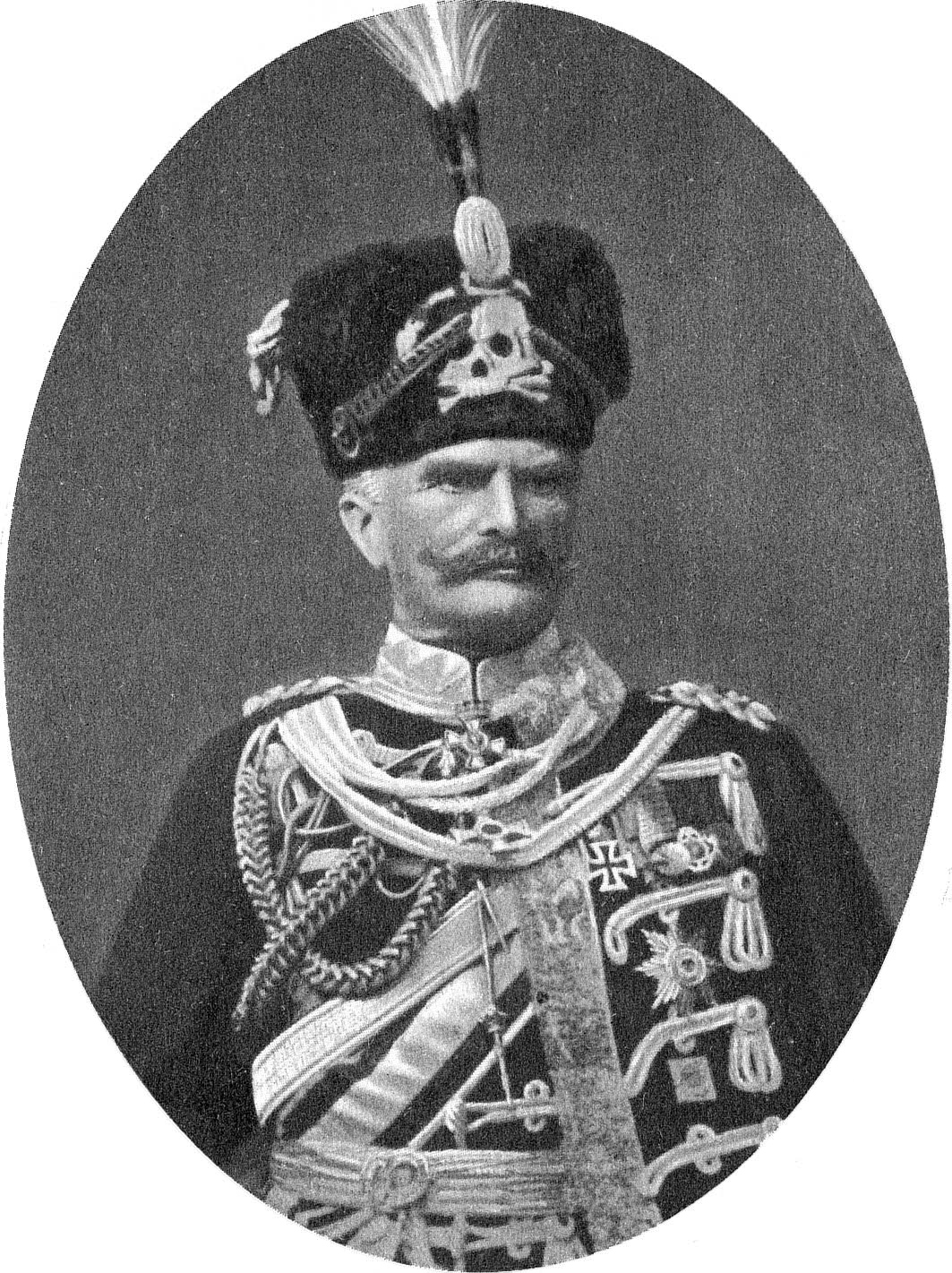
August von Mackensen, mariscal de campo alemán con uniforme de húsar en 1914, nótese el Totenkopf en su colbac de piel.